# Zujewka (obwód kurski)
Zujewka (ros. Зуевка) – wieś (sieło) w Rosji, w obwodzie kurskim, w rejonie sołncewskim. W 2010 liczyła 1148 mieszkańców.